# Torymus fonscolombei
Torymus fonscolombei is een vliesvleugelig insect uit de familie Torymidae. De wetenschappelijke naam is voor het eerst geldig gepubliceerd in 2011 door Özdikmen.